# Festival internazionale del cinema fantastico di Bruxelles
Il Festival internazionale del cinema fantastico di Bruxelles (BIFFF, Brussels International Fantastic Film Festival, o anche Brussels International Festival of Fantasy, Science-Fiction and Thriller Films) è un festival cinematografico dedicato al cosiddetto cinema di genere in senso ampio (fantastico, fantascientifico, horror), che si svolge annualmente nella città di Bruxelles nei mesi di marzo o aprile.
È stato fondato nel 1983 da Annie Bozzo, Gigi Etienne, Freddy Bozzo, Georges Delmote e Guy Delmote.
È membro della European Fantastic Film Festivals Federation.

## Albo d'Oro
Il premio principale assegnato al miglior film in concorso è il Corvo d'Oro (Corbeau d'or). 
Il Premio Pegaso è il premio del pubblico.
- 1983
  - Corvo d'Oro: Dikaya okhota korolya Stakha, regia di Valeri Rubinchik (URSS)
  - Premio Pegaso: Galaxina, regia di William Sachs (Stati Uniti d'America)
  - Premio della critica: Le Dernier Combat, regia di Luc Besson (Francia)
- 1984
  - Corvo d'Oro: Nightmares - Incubi, regia di Joseph Sargent (Stati Uniti d'America)
  - Miglior film fantastico: Grano rosso sangue (Children of the Corn), regia di Fritz Kiersch (Stati Uniti d'America)
  - Miglior film di fantascienza: Bloodbath at the House of Death, regia di Ray Cameron (Regno Unito) ex aequo Videodrome, regia di David Cronenberg (Canada/Stati Uniti d'America)
- 1985
  - Corvo d'Oro: Dreamscape - Fuga nell'incubo (Dreamscape), regia di Joseph Ruben (Stati Uniti d'America)
  - Miglior film fantastico: C.H.U.D., regia di Douglas Cheek (Stati Uniti d'America)
  - Miglior film di fantascienza: Troppo belle per vivere (Looker), regia di Michael Crichton (Stati Uniti d'America)
- 1986
  - Corvo d'Oro: Piccoli fuochi, regia di Peter Del Monte (Italia)
  - Corvo d'Argento: Maxie, regia di Paul Aaron (Stati Uniti d'America)
- 1987
  - Corvo d'Oro: Sogni radioattivi (Radioactive Dreams), regia di Albert Pyun (Stati Uniti d'America)
  - Corvo d'Argento: Horror in Bowery Street (Street Trash), regia di J. Michael Muro (Stati Uniti d'America)
  - Corvo d'Argento: Lo scambista (De Wisselwachter), regia di Jos Stelling (Paesi Bassi)
- 1988
  - Corvo d'Oro: L'angoscia (Angustia), regia di Bigas Luna (Spagna)
  - Corvo d'Argento: Scuola di mostri (The Monster Squad), regia di Fred Dekker (Stati Uniti d'America)
  - Corvo d'Argento: Il buio si avvicina (Near Dark), regia di Kathryn Bigelow (Stati Uniti d'America)
- 1989
  - Corvo d'Oro: La casa ai confini della realtà (Paperhouse), regia di Bernard Rose (Regno Unito)
  - Corvo d'Argento: Destroyer, regia di Robert Kirk (Stati Uniti d'America)
  - Corvo d'Argento: Waxwork - Benvenuti al museo delle cere (Waxwork), regia di Anthony Hickox (Stati Uniti d'America)
- 1990
  - Corvo d'Oro: La banyera, regia di Jesús Garay (Spagna)
  - Corvo d'Argento: Ijintachi tono natsu, regia di Nobuhiko Obayashi (Giappone)
  - Premio speciale: Society - The Horror (Society), regia di Brian Yuzna (Stati Uniti d'America)
- 1991
  - Corvo d'Oro: Tobu yume wo shibaraku minai, regia di Eizo Sugawa (Giappone)
  - Corvo d'Argento: Hardware, regia di Richard Stanley (Regno Unito)
  - Corvo d'Argento: Henry, pioggia di sangue (Henry: Portrait of a Serial Killer), regia di John McNaughton (Stati Uniti d'America)
  - Premio Pegaso: Warlock, regia di Steve Miner (Stati Uniti d'America)
- 1992
  - Corvo d'Oro: Timescape (Grand Tour: Disaster in Time), regia di David Twohy (Stati Uniti d'America
  - Corvo d'Argento: Highway 61, regia di Bruce McDonald (Canada)
  - Corvo d'Argento: Tetsuo II: Body Hammer, regia di Shinya Tsukamoto (Giappone)
  - Premio Pegaso: La casa nera (The People Under the Stairs), regia di Wes Craven (Stati Uniti d'America)
- 1993
  - Corvo d'Oro: L'armata delle tenebre (Army of Darkness), regia di Sam Raimi (Stati Uniti d'America)
  - Corvo d'Argento: Matinée, regia di Joe Dante (Stati Uniti d'America)
  - Corvo d'Argento: Siméon, regia di Euzhan Palcy (Francia)
  - Premio Pegaso: Hellraiser 3: Inferno sulla Terra (Hellraiser III Hell On Earth), regia di Anthony Hickox (Stati Uniti d'America)
- 1994
  - Corvo d'Oro: Scherzi maligni (Frauds), regia di Stephan Elliott (Australia)
  - Corvo d'Argento: Cronos, regia di Guillermo del Toro (Messico)
  - Corvo d'Argento: Younger & Younger, regia di Percy Adlon (Stati Uniti d'America)
  - Premio Pegaso: Mezzanotte e un minuto (12:01), regia di Jack Sholder (Stati Uniti d'America)
- 1995
  - Corvo d'Oro: Accumulator 1 (Akumulátor 1), regia di Jan Svěrák (Repubblica Ceca)
  - Corvo d'Argento: Trollsyn, regia di Ola Solum (Norvegia)
  - Corvo d'Argento: La voix de l'araignée, regia di Henri Barges (Francia)
  - Premio Pegaso: Il guardiano di notte (Nattevagten), regia di Ole Bornedal (Danimarca)
- 1996
  - Corvo d'Oro: Il giorno della bestia (El día de la bestia), regia di Álex de la Iglesia (Spagna)
  - Corvo d'Argento: Angela, regia di Rebecca Miller (Stati Uniti d'America)
  - Corvo d'Argento: Fantasmi (Haunted), regia di Lewis Gilbert (Regno Unito/Stati Uniti d'America)
  - Menzione speciale: Tokyo Fist, regia di Shinya Tsukamoto (Giappone)
  - Premio Pegaso: Nur über meine Leiche, regia di Rainer Matsutani (Germania)
- 1997
  - Corvo d'Oro: Luna e l'altra, regia di Maurizio Nichetti (Italia)
  - Corvo d'Argento: Karmina, regia di Gabriel Pelletier (Canada)
  - Corvo d'Argento: Non Toccate il Passato. Retroactive (Retroactive), regia di Louis Mourneau (Stati Uniti d'America)
  - Menzione speciale: Tykho Moon, regia di Enki Bilal (Francia)
  - Premio Pegaso: Karmina, regia di Gabriel Pelletier (Canada)
- 1998
  - Corvo d'Oro: Lawn Dogs, regia di John Duigan (Regno Unito)
  - Corvo d'Argento: Otto teste e una valigia (8 Heads in a Duffel Bag), regia di Tom Shulman (Stati Uniti d'America)
  - Corvo d'Argento: L'arcano incantatore, regia di Pupi Avati (Italia)
  - Menzione speciale: Perdita Durango, regia di Álex de la Iglesia (Spagna)
  - Premio Pegaso: Punto di non ritorno (Event Horizon), regia di Paul W.S. Anderson (Stati Uniti d'America)
- 1999
  - Corvo d'Oro: The Ring (Ringu), regia di Hideo Nakata (Giappone)
  - Corvo d'Argento: Cube - Il cubo (The Cube), regia di Vincenzo Natali (Canada)
  - Corvo d'Argento: In Dreams, regia di Neil Jordan (Stati Uniti d'America)
  - Premio Pegaso: Dark City, regia di Alex Proyas (Australia/Stati Uniti d'America)
- 2000
  - Corvo d'Oro: Nameless - Entità nascosta (Los sin nombre), regia di Jaume Balagueró (Spagna)
  - Corvo d'Argento per la regia: The Eye - Lo sguardo (Eye of the Beholder), regia di Stephan Elliott (Canada/Regno Unito)
  - Corvo d'Argento per la sceneggiatura: Galaxy Quest, regia di Dean Parisot (Stati Uniti d'America)
- 2001
  - Corvo d'Oro: L'isola (Seom), regia di Kim Ki-duk (Corea del Sud)
  - Corvo d'Argento: Guardo, ci penso e nasco (Delivering Milo), regia di Nick Castle (Stati Uniti d'America)
  - Corvo d'Argento: Terror Tract, regia di Lance W. Dreesen e Clint Hutchison (Stati Uniti d'America)
  - Premio Pegaso: Terror Tract, regia di Lance W. Dreesen e Clint Hutchison (Stati Uniti d'America)
- 2002
  - Corvo d'Oro: Dog Soldiers, regia di Neil Marshall (Regno Unito)
  - Corvo d'Argento: Fausto 5.0, regia di Isidro Ortiz, Álex Ollé, Carlos Padrisa (Spagna)
  - Corvo d'Argento: Dark Water (Honogurai mizu no soko kara), regia di Hideo Nakata (Giappone)
  - Premio Pegaso: Dog Soldiers, regia di Neil Marshall (Regno Unito)
- 2003
  - Corvo d'Oro:  Cypher, regia di Vincenzo Natali (Stati Uniti d'America)
  - Corvo d'Argento per la regia: Ryūhei Kitamura per Aragami (Giappone)
  - Corvo d'Argento per l'interpretazione: Angela Bettis - May, regia di Lucky McKee (Stati Uniti d'America)
  - Menzione speciale: Peter Chan - episodio Going Home in Saam gaang (Hong Kong, Corea del Sud, Thailandia)
  - Premio Pegaso: Dead End - Quella strada nel bosco (Dead End), regia di Jean-Baptiste Andrea e Fabrice Canepa (Francia)
- 2004
  - Corvo d'Oro: Jigureul jikyeora!, regia di Joon-Hwan Jang (Corea del Sud)
  - Corvo d'Argento per la sceneggiatura: Sakichi Satō per Gozu, regia di Takashi Miike (Giappone)
  - Corvo d'Argento per l'interpretazione: Jung-ah Yum in Two Sisters (Janghwa, Hongryeon), regia di Ji-woon Kim (Corea del Sud)
  - Premio Pegaso: The Butterfly Effect, regia di Eric Bress e J. Mackye Gruber (Stati Uniti d'America)
- 2005
  - Corvo d'Oro: Marebito, regia di Takashi Shimizu (Giappone)
  - Corvo d'Argento: I guardiani della notte (Nochnoy dozor), regia di Timur Bekmambetov (Russia)
  - Corvo d'Argento: Vital, regia di Shinya Tsukamoto (Giappone)
  - Premio speciale: Sigaw, regia di Yam Laranas (Filippine)
  - Premio Pegaso: Saw - L'enigmista (Saw), regia di James Wan (Stati Uniti d'America)
- 2006
  - Corvo d'Oro: Le mele di Adamo (Adams æbler), regia di Anders Thomas Jensen (Danimarca)
  - Corvo d'Argento: Storm, regia di Måns Mårlind (Svezia)
  - Premio Pegaso: Le mele di Adamo (Adams æbler), regia di Anders Thomas Jensen (Danimarca)
- 2007
  - Corvo d'Oro: The Host (Gwoemul), regia di Bong Joon-ho (Corea del Sud)
  - Corvo d'Argento: Black Sheep - Pecore assassine (Black Sheep), regia di Jonathan King (Nuova Zelanda)
  - Corvo d'Argento: The Restless, regia di Cho Dong-Ho (Corea del Sud)
  - Premio Pegaso: Death Note - Il film, regia di Shūsuke Kaneko (Giappone)
- 2008
  - Corvo d'Oro: 13 Beloved, regia di Chookiat Sakveerakul (Thailandia)
  - Corvo d'Argento: Stuck, regia di Stuart Gordon (Stati Uniti d'America)
  - Corvo d'Argento: Rec, regia di Jaume Balagueró e Paco Plaza (Spagna)
  - Menzione speciale: Vikaren, regia di Ole Bornedal (Danimarca)
  - Premio Pegaso: Rec, regia di Jaume Balagueró e Paco Plaza (Spagna)
- 2009
  - Corvo d'Oro: Lasciami entrare (Låt den rätte komma in), regia di Tomas Alfredson (Svezia)
  - Corvo d'Argento: Sauna, regia di Antti-Jussi Annila (Finlandia)
  - Corvo d'Argento: L'ultima casa a sinistra (The Last House on the Left), regia di Dennis Iliadis (Stati Uniti d'America)
  - Premio Pegaso: Sexykiller, morirás por ella, regia di Miguel Martí (Spagna)
- 2010
  - Corvo d'Oro: Orphan, regia di Jaume Collet-Serra (Stati Uniti d'America)
  - Corvo d'Argento: Bakjwi, regia di Park Chan-Wook (Corea del Sud)
  - Corvo d'Argento: Symbol, regia di Hitoshi Matsumoto (Giappone)
  - Premio Pegaso: Vampires, regia di Vincent Lannoo (Belgio)
- 2011
  - Corvo d'Oro: I Saw the Devil (Akmareul boatda) di Kim Ji-Woon (Corea del Sud)
  - Corvo d'Argento: Midnight Son di Scott Leberecht (Stati Uniti d'America)
  - Corvo d'Argento: Detective Dee e il mistero della fiamma fantasma (Di Renjie) di Tsui Hark (Cina)
  - Premio Pegaso: Trasporto eccezionale - Un racconto di Natale (Rare Exports), regia di Jalmari Helander (Finlandia)
- 2012
  - Corvo d'Oro: 1921 - Il mistero di Rookford (The Awakening) di Nick Murphy (Regno Unito)
  - Corvo d'Argento: Juan de los muertos di Alejandro Bruguès (Cuba/Spagna)
  - Corvo d'Argento: Tormented (Rabitto horā 3D) di Takashi Shimizu (Giappone/Paesi Bassi)
  - Premio Pegaso: Iron Sky di Timo Vuorensola (Australia/Finlandia/Germania)
- 2013
  - Corvo d'Oro: Ghost Academy, regia di Javier Ruiz Caldera (Spagna)
  - Corvo d'Argento: Abductee (Abudakuti), regia di Yūdai Yamaguchi (Giappone)
  - Corvo d'Argento: American Mary, regia di Jen Soska e Sylvia Soska (Canada)
  - Premio Pegaso: Ghost Academy, regia di Javier Ruiz Caldera (Spagna)
- 2014
  - Corvo d'Oro: Le streghe son tornate (Las brujas de Zugarramurdi), regia di Álex de la Iglesia (Spagna)
  - Corvo d'Argento: Il cacciatore di vampiri (Geung si), regia di Juno Mark (Hong Kong)
  - Corvo d'Argento: Horror Stories 2 (Mu-seo-un Iyagi 2), regia di Min Kyu-dong, Kim Sung-ho, Kim Hui e Jung Bum-shik (Corea del Sud)
  - Menzione speciale: Control, regia di Kenneth Bi (Hong Kong/Cina)
  - Premio Pegaso: Le streghe son tornate (Las brujas de Zugarramurdi), regia di Álex de la Iglesia (Spagna)
- 2015
  - Corvo d'Oro: Frankenstein, regia di Bernard Rose (Stati Uniti d'America/Germania)
  - Corvo d'Argento: The Infinite Man, regia di Hugh Sullivan (Australia)
  - Corvo d'Argento: Ich seh, Ich seh, regia di Severin Fiala e Veronika Franz (Austria)
  - Premio speciale: The Blue Elephant, regia di Marwan Hamed (Egitto)
  - Menzione speciale: Starry Eyes, regia di Kevin Kolsch e Dennis Widmeyer (Stati Uniti d'America)
  - Premio Pegaso: Liza, a rókatündér, regia di Károly Ujj Mészáros (Ungheria)
- 2016
  - Corvo d'Oro: I Am a Hero (Ai amu a hîrô), regia di Shinsuke Sato (Giappone)
  - Corvo d'Argento: Seoul Station (Seoul-yeok), regia di Yeon Sang-ho (Corea del Sud)
  - Corvo d'Argento:  The Phone (Deo Pon), regia di Kim Bong-joo (Corea del Sud)
  - Menzione speciale: The Arti: The Adventure Begins, regia di Huang Wen Chang (Taiwan)
  - Premio Pegaso: Anacleto: agente segreto (Anacleto: Agente secreto), regia di Javier Ruiz Caldera (Spagna)
- 2017
  - Corvo d'Oro: Better Watch Out, regia di Chris Peckover (Australia/Stati Uniti d'America)
  - Corvo d'Argento: We Go On, regia di Jesse Holland e Andy Mitton (Stati Uniti d'America)
  - Corvo d'Argento: The Mermaid (Mei ren yu), regia di Stephen Chow (Cina)
  - Menzione speciale: Vanishing Time: A Boy Who Returned (Garyeojin sigan), regia di Um Tae-hwa (Corea del Sud)
  - Premio Pegaso: Autopsy (The Autopsy of Jane Doe), regia di André Øvredal (Regno Unito)
- 2018
  - Corvo d'Oro: Inuyashiki, regia di Shinsuke Sato (Giappone)
  - Corvo d'Argento: Mon Mon Mon Monsters, regia di Giddens Ko (Taiwan)
  - Corvo d'Argento: Tigers Are Not Afraid (Vuelven), regia di Issa López (Messico)
  - Premio Pegaso: Tigers Are Not Afraid (Vuelven), regia di Issa López (Messico)
- 2019
  - Corvo d'Oro: Little Monsters, regia di Abe Forsythe (Australia, Stati Uniti d'America, Regno Unito)
  - Corvo d'Argento: Freaks, regia di Zach Lipovsky e Adam B. Stein (Stati Uniti d'America, Canada)
  - Corvo d'Argento: Stra ordinario (Extra Ordinary), regia di Mike Ahern, Enda Loughman (Irlanda, Belgio)
  - Menzione speciale: The Pool, regia di Ping Lumpraploeng (Thailandia)
  - Premio Pegaso: Zombie contro zombie - One Cut of the Dead (Kamera o tomeru na!), regia di Shin'ichirō Ueda (Giappone)
- 2020 Edizione annullata a causa della pandemia di COVID-19
- 2021
  - Corvo d'Oro: Vicious Fun, regia di Cody Calaha (Canada)
  - Corvo d'Argento: Son, regia di Ivan Kavanagh (Irlanda, Stati Uniti d'America, Regno Unito)
  - Corvo d'Argento: The Closet (Keullojet), regia di Kim Kwang-bin (Corea del Sud)
  - Premio Pegaso: Vicious Fun, regia di Cody Calaha (Canada)
- 2022
  - Corvo d'Oro: Vesper, regia di Kristina Buožyt e Bruno Samper (Lituania, Francia, Belgio)
  - Corvo d'Argento: Nos cérémonies, regia di Simon Rieth (Francia)
  - Corvo d'Argento: Virus-32, regia di Gustavo Hernández (Argentina, Uruguay)
  - Menzione speciale: Studio 666, regia di BJ McDonnell (Stati Uniti d'America)
  - Premio Pegaso: Mad Heidi, regia di Johannes Hartmann e Sandro Klopfstein (Svizzera)
- 2023
  - Corvo d'Oro: Talk to Me, regia di Danny e Michael Philippou (Australia)
  - Corvo d'Argento: Piscina infinita (Infinity Pool), regia di Brandon Cronenberg (Canada, Croazia, Ungheria)
  - Corvo d'Argento: Suzume, regia di Makoto Shinkai (Giappone)
  - Menzione speciale: Sisu - L'immortale (Sisu), regia di Jalmari Helander (Finlandia)
  - Premio Pegaso: Sisu - L'immortale (Sisu), regia di Jalmari Helander (Finlandia)
- 2024
  - Corvo d'Oro: Steppenwolf, regia di Adilkhan Yerzhanov (Kazakistan)
  - Corvo d'Argento: Your Monster, regia di Caroline Lindy (Stati Uniti d'America)
  - Corvo d'Argento: Cuckoo, regia di Tilman Singer (Germania, Stati Uniti d'America)
  - Premio Pegaso: River, regia di Junta Yamaguchi (Giappone)